# ولادیسلاف پاولوویچ
ولادیسلاف پاولوویچ (روسی: Владислав Юрьевич Павлович؛ زادهٔ ۱۷ مارس ۱۹۷۱) شمشیرباز اهل روسیه بود.